# رضية إحسان الله
رضية إحسان الله (1933– 14 يناير عام 2020) هي ناشطة وسياسية ومؤلفة يمنية.

## حياتها
ولدت في حي كريتر، في مدينة عدن جنوب اليمن، أو ما يعرف باليمن الجنوبي. درست الابتدائية والإعدادية في مدينة عدن، ثم رحلت إلى سوريا؛ حيث حصلت على الثانوية العامة، ثم سافرت إلى العراق والتحقت بجامعة بغداد فحصلت على شهادة البكالوريوس في القانون، وفي باكستان حصلت على الماجستير في العلوم الإسلامية من جامعة البنجاب، كما حصلت على الماجستير في الآداب من نفس الجامعة. عملت مديرة لفندق إحسان الله، ومديرة لمطبعة البعث، في مدينة عدن، ومدرسة لعلوم اللغة العربية والشريعة الإسلامية في جامعة عدن. وفي منتصف الخمسينيات من القرن الماضي برزت كداعية لحقوق المرأة، وعملت مع زميلات لها على إنهاء دور نادي نساء عدن، الذي أنشأته السلطات البريطانية، وقامت بتأسيس جمعية نسائية أسمتها: جمعية المرأة العربية، وقد اختيرت أمينًا عامًّا لهذه الجمعية في عام 1960.
كما شاركت في العديد من الأنشطة المجتمعية والطوعية والسياسية والنقابية منها عضوة في الهيئة العليا لحزب الشعب الاشتراكي، أمين عام جمعية المرأة العربية بعدن، عضوة إدارية ومسؤولة التوعية في نقابة الصناعات المتنوعة بعدن، مسؤولة التوعية في جبهة التحرير، عضوة مستقلة في مجلس التنسيق لمحافظة عدن، مؤسسة لجمعية الحفاظ على الزي الوطني بمدينة صنعاء، كما شاركت في قيادة انقلاب التعريب على النادي الإنجليزي لنساء عدن، وساهمت في حرب التحرير ضد الاستعمار البريطاني، وتعرضت للمحاكمة من قبل الانجليز مرتين وسجنت لمدة شهرين أضربت خلالها عن الطعام وأُفرج عنها لاعتلال صحتها بسبب الإضراب.

## مؤلفاتها
من مؤلفاتها:
- 1995 – «عدن الخالدة ميناء عالمي حر»، دار الهلال.
- 1996 – «وثائق حرب اليمن - عدن: 94/5/5 إلى 1994/7/7». عن دار الفارابي للنشر والتوزيع
- 1996 – «لبنان الكبير»، دار الفارابي للنشر والتوزيع
- 1998 – «حشرجة النور في رحم الظلام»، دار الفارابي للنشر والتوزيع
- 1999 – «التعريف المبسط للشريعة الإسلامية: المدخل إلى الشريعة الإسلامية».[9] عن دار الفارابي للنشر والتوزيع
- 1999 – «الكامل في ترجمة ابن قزمان امام الزجالين».
- 2001 – «عدن: قضية ممنوعة خلف التعتيم الاعلامي العالمي: يوميات الاحتلال اليمني في عدن 1990 - 1999».
- – «العقل يحاكم خالقه اخر صرخة منكرة في الغرب».[10]
- 2009 – «الجنة ليسة على الأرض»

## التكريم والجوائز
كُرمت في حفل بالذكرى الثالثة لتأسيس ملتقى الرقي والتقدم، الذي حظره وزير الاعلام في وقتها حسن احمد اللوزي. وكان الهدف من الحفل تكريم الرموز الوطنية الثقافية والفنية والسياسية في سبيل الارتقاء بالثقافة وإبراز الموروث الثقافي اليمني.

## وفاتها
تُوفيت في شقتها الصغيرة بحي سواد في سعوان في صنعاء، فجر الثلاثاء 14 يناير عام 2020 م عن عمر يناهز 83 عام. 